# Christian Rosenkreutz kémiai menyegzője
A Chymische Hochzeit Christiani Rosencreutz (magyarul: Christian Rosenkreutz kémiai menyegzője, 1459. év, néhol csak: Kémiai Menyegző) egy 1616-ban Straßburgban névtelenül kiadott német ezoterikus témájú könyv. Szerzőként Johann Valentin Andreae (1586–1654) német teológust feltételezik, bár a könyv nem nevez meg más szerzőt, csak Christian Rosenkreutz-ot (a továbbiakban: CRC). A Kémiai menyegzőt a rózsakeresztes manifesztumokhoz sorolják, azok harmadik darabjaként, habár azoktól stílusában és tartalmában is markánsan eltér. Az első angol fordítás 1690-ben látott napvilágot Ezechiel Foxcroft tollából, melyet aztán számos további fordítás követett, különféle nyelvekre.

## Történelmi környezet
- 1429-ben Jó Fülöp megalapítja az Aranygyapjas rendet, melynek célja a hit védelme és az erények ápolása.
- Johannes Gutenberg 1450-körül kezdte meg Mainzban a könyvnyomtatást, majd 1466-ban Johannes Mentelin kiadta az első német nyelvű Bibliát.
- 1452-ben koronáztak meg utoljára Rómában német-római császárt, Habsburg Frigyes (1415-1493) személyében.
- 1459 Húsvétjén írták alá a szabadkőművesek elsőként Regensburgban, majd pár napra rá Straßburgban a szervezeti alapszabályaikat tartalmazó törvénykönyvüket (statútumok).[2]
- Kolumbusz Kristóf 1492-től kezdődően fedezi fel az Újvilágot.
- Az 1500-as évek a reformáció küzdelmes kibontakozását hozták magukkal, mely végül egyházszakadáshoz vezetett.

## Tartalom
A mű egy allegorikus elbeszélés, s habár a könyv 1616-ban jelent meg először, a benne foglalt eseménysor mintegy 150 évvel korábban történik. A történet - a Teremtés Könyvéhez hasonlóan - hét napot fog át és hét fejezetre oszlik úgy, hogy egy nap egy fejezet. 1459 egy Húsvéthoz közeli estéjén indul az elbeszélés, majd a hetediken CRC lovaggá ütésével záródik. CRC meghívást kap egy varázslatos kastélyba, hogy részt vegyen a király és a királynő, a vőlegény és a menyasszony alkímiai menyegzőjén. A "Chymical" a kémia régies elnevezése, mely a kornak megfelelően az alkímiára utal és amelynek célja a "Szent Menyegző", a megszentelt egyesülés. A meghívó egy jellegzetes szimbólumot, a Monas Hieroglyphica-t tartalmazza, mely jel John Dee -re,az alkimista tudósra utal. A Kémiai menyegző azóta is temérdek költőt, alkimistát, álmodozót inspirált, beavatási szertartásoknak, metafizikai iskoláknak szolgáltatott alapot. Ezen túlmenően a menyegző szimbolikus képe a Bibliában is megjelenik:
|  | „A mennyek országa hasonlít a királyhoz, aki menyegzőt rendezett a fiának. Elküldte szolgáit, hogy szóljanak a meghívottaknak, jöjjenek a menyegzőre!” |
|  | – Mt 22:2-3 |

|  | „Akkor láttam, hogy a szent város, az új Jeruzsálem alászállt az égből, az Istentől. Olyan volt, mint a vőlegényének fölékesített menyasszony.” |
|  | – Jel 21:2 |

### Első nap
CRC az asztalánál ül és készülődik a Húsvétra. A kovásztalan kenyér (pászka) és a Húsvéti Bárány alapvetően zsidó szimbólumai a Pészah ünnepének, a Bárány ugyanakkor Krisztus szimbóluma is. Számos utalás van a szövegben az Újszövetségre, így például a "Fényességek Atyja" kifejezés:
|  | „Minden jó adomány és minden tökéletes ajándék onnan felülről, a fényességek Atyjától származik, akinél nincs változás, sem árnyéka a változandóságnak.” |
|  | – Jak 1:17 |

Meditációja közben egy angyal látogatja meg és átadja neki a meghívót a királyi menyegzőre. Elalszik és látomásában egy torony sötét vermében találja magát láncra verten megannyi társával együtt. Kötélen húzzák ki a világosságra, majd kenyeret, sót és vizet vesz magához és tovább indul.

### Második nap
A négy út különféle megközelítéseket jelent, melyeken egyaránt célt lehet érni, ha az ember nem tér le róluk. Visszatérni, mást választani nem lehet, ha már elindult az ember. CRC meggondolatlanul lép rá az egyikre, de sikeresen túljut a három Kapuőrön és végül eljut a várkastélyba. A kastélyban hivalkodó és lármás mulatozásba csöppen, melynek tömegét a Szűz felszólítja, hogy csak felkészülten járuljanak másnap a Művészetek mérlegére. CRC szerénységet és alázatot mutat és sorsát várja.

### Harmadik nap
A Művészetek mérlegén császárok s más "magas fők" buknak el sorra, de CRC látványosan állja ki a próbát és néhányadmagával Aranygyapjú lesz a jutalma, továbbá felveszik a király Rendjébe. A szélhámosok, a részvételre méltatlanok mind a Szűz ítélete alá kerülnek és válogatott büntetéseket kell elszenvedniük. Ezután megmutatják CRC-nak a palota kincseit és a felhalmozott temérdek tudást. A Szűz találós kérdéseket tesz fel nekik és végül CRC még a nevét is megfejti: Alchimia.

### Negyedik nap
Megtisztulás és új öltözék felvétele után 365 lépcső vezet a királyi trónterembe, ahol megpillantják a Királyt és a Királynét. Huncut Cupido szálldos a vendégek körül és ingerkedik velük. Hétfelvonásos - szimbólumokban bővelkedő - komédiát tekintenek meg, majd a királyi asztalhoz invitálják őket. A hallgatás italával pecsételik meg elköteleződésüket jóban-rosszban. Az öreg Királyt és több más királyi vendéget (összesen hatot) lefejezik, de a Szűz biztosítja CRC-t és a többi vendéget, hogy "haláluk sok életet fog még nemzeni".

### Ötödik nap
Apródjának segítségével CRC megtalálja Cupido anyjának Vénusz istennőnek a sírját. Cupido ezért büntetésül kezén megsebzi. Olimposz tornyába indulnak, a királyi vendégek életre keltéséhez szükséges gyógyszert megszerezni. Hét hajóval mentek a hét asztrológiai "bolygó" jele és zászlaja alatt, meghatározott alakzatban. A toronyban hamar rájönnek, hogy komoly munka várja őket, hogy megszerezzék, amiért jöttek.

### Hatodik nap
A torony hét szintjén különféle próbatételeknek kell megfelelniük, vagy feladatokat kell elvégezniük a "gyógyszer" elkészítése céljából. A szüzek mindezt figyelemmel kísérik és a haladás folyamatos lentről felfelé. A királyi holttestek is szerephez jutnak, de ezt CRC-n kívül a többiek nem tudják. Főnix, homunculus és aranycsinálás is terítékre kerül az alkímiai folyamat során és végül az ifjú Király és Királynő újjáéled és hazaindul.

### Hetedik nap
CRC és társai az Arany Kő Lovagjai lesznek, melyet esküvel is megerősítenek. Tizenkét hajóval utaznak vissza a 12 állatövi jegy zászlaja alatt. A Király hálás CRC-nek, mint a legkiválóbbnak, de nem tud eltekinteni Vénusz "lemeztelenítéséért", így hősünk büntetést kap. A történet befejezetlenül marad ("mintegy két negyedív hiányzik"), mely feltételezések szerint szándékos.

## Kiadások
- The Chymical Wedding of Christian Rosenkreutz (angol nyelven). Benjamin Rowe [1690] (2000), ingyenesen letölthető angol fordítás
- Die chymische Hochzeit – Christiani Rosencreutz anno 1459 (német nyelven). CreateSpace Independent Publishing Platform [1616] (2013). ISBN 978-1484072554, német kiadás és szövegkivonat

### Magyarul
- Christian Rosenkreutz kémiai-menyegzője, 1459. év (magyar nyelven). Jáspis kiadó [1616] (1994). ISBN 9634505805, magyar fordítás és antropozófiai magyarázatok
- Christian Rosenkreutz kémiai menyegzője. Ehrenfried Pfeiffer nyolc előadásának jegyzetei. 1947. január–május, New York, Spring Valley, Threefold Farm; ford. Boros Mária; magánkiadás, Ispánk, 2020 (Pfeiffer sorozat)

## Fordítás
- Ez a szócikk részben vagy egészben  a   Chymical Wedding of Christian Rosenkreutz című angol Wikipédia-szócikk fordításán alapul.  Az eredeti cikk szerkesztőit annak laptörténete sorolja fel. Ez a jelzés csupán a megfogalmazás eredetét és a szerzői jogokat jelzi, nem szolgál a cikkben szereplő információk forrásmegjelöléseként.